# Oberes Schloss (Markt Berolzheim)
Das Obere Schloss ist der Nachfolgebau einer hochmittelalterlichen Wasserburganlage wenige Meter westlich der evangelisch-lutherischen Kirche St. Maria in Markt Berolzheim im mittelfränkischen Landkreis Weißenburg-Gunzenhausen in Bayern. Die Burg ist nur noch als Burgstall erhalten, vom Schloss befinden sich noch einige Baureste in den umgebenden Wohnhäusern. Das sogenannte „Untere Schloss“ unmittelbar südöstlich der evangelisch-lutherischen Pfarrkirche St. Michael ist hingegen der Nachfolgebau der Burg Berolzheim. Ein dritter abgegangener Herrensitz um Berolzheim war die als Steinhaus am Goppelt bezeichnete Burg etwa 1200 Meter südwestlich des Ortes, die auf römischen Resten errichtet wurde. Von ihr sind nur noch Gräben und ursprünglich römische Steinquader erhalten.

## Geschichte

### Burg
Die ursprüngliche Burg wurde im Jahr 1347 erstmals in einer Urkunde genannt, sie war zu der Zeit mit einem Graben gesichert. In diesem Jahr wurde die Burg von den Herren von Frick erworben, diese waren damals auch die Besitzer der Burg Berolzheim. Von der Ministerialenfamilie von Frick gelangte die Burg 1389 durch Erbgang anschließend an die Herren von Lentersheim. Als nächster Besitzer trat ab 1574 Wolf von Pappenheim auf, der zusammen mit der Burg Berolzheim zwischen 1571 und 1574 die Herrschaft über den Ort erwerben konnte.

### Schloss
Das Schloss aus dem 17. Jahrhundert wurde im Jahr 1630 im Dreißigjährigen Krieg zerstört und 1667 von den Herren von Pappenheim mit ihren gesamten Besitzungen im Ort an den Markgrafen von Brandenburg-Ansbach veräußert. Die Markgrafen errichteten während der zweiten Hälfte des 18. Jahrhunderts im Bereich des Schlosses ein Amtshaus.

## Beschreibung
Von der Burg haben sich nur die Reste der ehemaligen Grabenumwallung mit den Ausmaßen von 33 × 24 Metern erhalten. Außerdem gehen Teile der Bausubstanz der umliegenden Häuser auf die Burg zurück.
Das Schloss, bestehend aus den heutigen Häusern der Straße Schloßhof Nummer 2, 4, 6 und 8, hat einen winkelförmigen, um einen Hof angeordneten zweiflügeligen Grundriss. Ursprünglich bestand die Schlossanlage aus einem dreiflügeligen Gebäudetrakt mit Treppengiebeln. Zum Schloss gehörten außerdem die Häuser Schloßgasse 7, das ehemalige Amtshaus der Markgrafen mit Resten des Schlossgrabens und ein Kellergewölbe. In der Schloßgasse 7a befindet sich an der östlichen Schlosshofseite. Schloßgasse 9 war bis etwa zur Mitte des 18. Jahrhunderts das frühere Amtshaus, Schloßhof 1 das ehemalige Verwalterhaus. Dazu gehörte auch eine Zehentscheune.